# My Love Is Your Love
Pour la chanson homonyme, voir My Love Is Your Love (chanson).
Albums de Whitney Houston
The Preacher's Wife: Original Soundtrack Album
(1996) Whitney: The Greatest Hits
(2000)
Singles
1. When You Believe
Sortie : 2 novembre 1998
2. Heartbreak Hotel
Sortie : 15 décembre 1998
3. It's Not Right but It's Okay
Sortie : 25 janvier 1999
version dance : 19 avril 1999
4. My Love Is Your Love
Sortie : 3 juillet 1999
5. I Learned from the Best
Sortie : 22 février 2000

My Love Is Your Love est le 4e album studio de Whitney Houston sorti le 17 novembre 1998. 

## Titres
| No  | Titre                                                                    | Auteur                                                                        | Producteur(s)                                              | Durée |
| --- | ------------------------------------------------------------------------ | ----------------------------------------------------------------------------- | ---------------------------------------------------------- | ----- |
| 1.  | It's Not Right but It's Okay                                             | Rodney Jerkins, Fred Jerkins III, LaShawn Daniels, Isaac Phillips, Tony Estes | Rodney Jerkins                                             | 4:52  |
| 2.  | Heartbreak Hotel (avec Faith Evans et Kelly Price)                       | Kenneth Karlin, Tamara Savage, Carsten Schack                                 | Soulshock and Karlin                                       | 4:41  |
| 3.  | My Love Is Your Love                                                     | Wyclef Jean, Jerry "Wonder" Duplessis                                         | Wyclef Jean, Jerry "Wonder" Duplessis                      | 4:22  |
| 4.  | When You Believe (Duo avec Mariah Carey, extrait de The Prince of Egypt) | Stephen Schwartz (additional music by Babyface)                               | Babyface                                                   | 4:32  |
| 5.  | If I Told You That                                                       | Rodney Jerkins, Fred Jerkins III, LaShawn Daniels, Tony Estes                 | Rodney Jerkins                                             | 4:37  |
| 6.  | In My Business (avec Missy "Misdemeanor" Elliott)                        | Missy Elliott, Kelvin "K.B." Bradshaw, Lloyd "Spec" Turner                    | Missy Elliott, Kelvin "K.B." Bradshaw, Lloyd "Spec" Turner | 3:27  |
| 7.  | I Learned from the Best                                                  | Diane Warren                                                                  | David Foster                                               | 4:21  |
| 8.  | Oh Yes                                                                   | Missy Elliott, Kelvin "K.B." Bradshaw, Lloyd "Spec" Turner                    | Missy Elliott, Kelvin "K.B." Bradshaw, Lloyd "Spec" Turner | 6:47  |
| 9.  | Get It Back                                                              | Rodney Jerkins, Fred Jerkins III, LaShawn Daniels, Tony Estes                 | Rodney Jerkins                                             | 4:53  |
| 10. | Until You Come Back                                                      | Babyface, Daryl Simmons                                                       | Babyface                                                   | 4:52  |
| 11. | I Bow Out                                                                | Diane Warren                                                                  | Babyface, Rodney Jerkins                                   | 4:31  |
| 12. | You'll Never Stand Alone                                                 | Diane Warren                                                                  | Babyface                                                   | 4:21  |
| 13. | I Was Made to Love Him (hidden track)                                    | Henry Cosby, Lula Mae Hardaway, Sylvia Moy, Stevie Wonder                     | Lauryn Hill                                                | 4:26  |

| 1. | It's Not Right But It's Okay (Thunderpuss 2000 Club Mix) | 9:15 |
| 2. | My Love Is Your Love (Wyclef Remix)                      | 4:10 |
| 3. | Heartbreak Hotel (Hex Hector Radio Mix)                  | 4:20 |
| 4. | It's Not Right But It's Okay (Johnny Vicious Radio Mix)  | 4:14 |
| 5. | My Love Is Your Love (Jonathan Peters' Tight Mix)        | 8:23 |